# Grumman F4F Wildcat

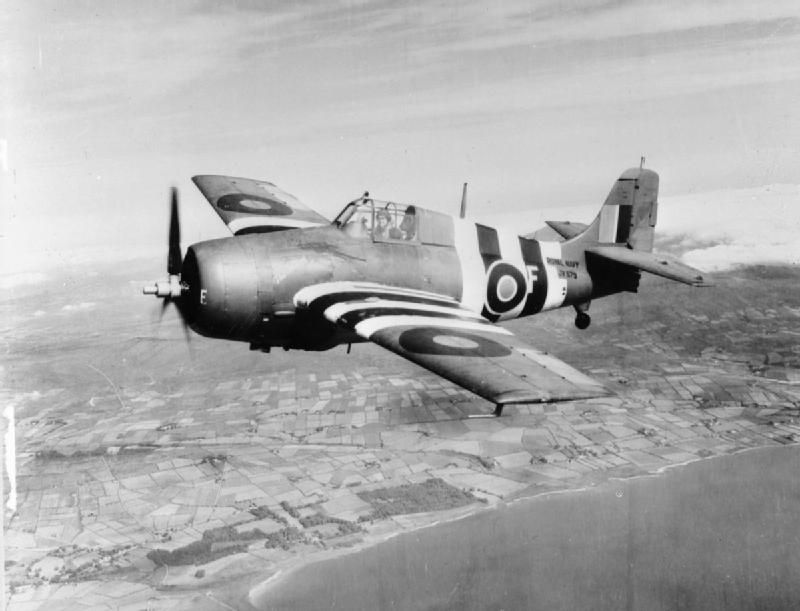
Un Wildcat de la Marina Real Británica.

El Grumman F4F Wildcat (que significa "gato salvaje" en inglés, y designado FM por el avión fabricado por Grumman) fue un caza embarcado estadounidense que operó durante la Segunda Guerra Mundial, sobre todo en el Pacífico, y que venía a sustituir al obsoleto Brewster Buffalo. Fue el principal caza de la Armada de los Estados Unidos hasta la llegada del F6F Hellcat en 1943.

## Historia
El requerimiento de 1936 de la Armada de los Estados Unidos para un nuevo caza embarcado dio como resultado que Brewster Aeronautical Corporation recibiera un pedido por un prototipo de su Modelo 39, bajo la designación XF2A-1. Este aparato se convirtió en el primer caza monoplano en servicio de la marina estadounidense, pero ésta era tan conservadora a este respecto que encargó también un prototipo del biplano con que Grumman había competido en el concurso de diseño; este avión recibió la designación XF4F-1. Sin embargo, un detallado estudio del potencial general del diseño de Brewster, sumado al hecho que el biplano Grumman F3F empezaba a demostrar un futuro prometedor y buenas características, propició la cancelación del modelo biplano encargado a Grumman y su sustitución por un diseño monoplano de la misma firma, conocido como Grumman G-18. Tras la evaluación de la nueva propuesta, la Armada estadounidense encargó un prototipo el 28 de julio de 1936, bajo la denominación XF4F-2.

## Diseño y desarrollo
Puesto en vuelo por primera vez el 2 de septiembre de 1937, el XF4F-2 estaba propulsado por un motor radial Pratt & Whitney R-1830-66 Twin Wasp de 1050 cv y era capaz de alcanzar una velocidad máxima de 470 km/h. De construcción enteramente metálica, su ala monoplana cantilever presentaba implantación media y, equipado con tren de aterrizaje retráctil de tipo rueda de cola, se demostró marginalmente más veloz que el prototipo de Brewster al ser volado en competición con éste en los primeros meses de 1938. Sin embargo, la velocidad superior era su única baza: en otros aspectos era decididamente inferior, de manera que el XF2A-1 de Brewster fue puesto en producción el 11 de junio de 1938.
Parece ser, empero, que la Armada estadounidense confiaba en el potencial de desarrollo del XF4F-2, ya que el producto fue devuelto a Grumman en octubre de 1938, junto con un nuevo contrato para mejorar la propuesta. Antes de que el modelo volviese a volar en marzo de 1939 con la designación G-36 (o 'Xf4F-3'), la compañía había introducido en él una serie de cambios de considerable entidad. Entre estos se contaba la instalación de una versión más potente del Twin Wasp (el XR-1830-76 con sobrecompresor de dos etapas), envergadura y superficie alar incrementadas y mejoras en la instalación del armamento. Cuando fue evaluado en esta nueva configuración, el XF4F-3 demostró contar con unas prestaciones considerablemente mejores.
Se completó un segundo prototipo, que fue incluido también en el programa de prueba; este aparato difería al presentar la unidad de cola rediseñada, con los estabilizadores en posición más elevada y el perfil de la deriva y el timón de dirección bastante revisados. En su configuración final, el XF4F-3 disfrutaba de buenas características de pilotaje y maniobrabilidad, amén de una velocidad máxima de 540 km/h a 6500 m. A la vista de tan prometedoras prestaciones, la Armada estadounidense firmó el 8 de agosto de 1939 un contrato de producción por una cantidad de 78 F4F-3.

## Producción y versiones

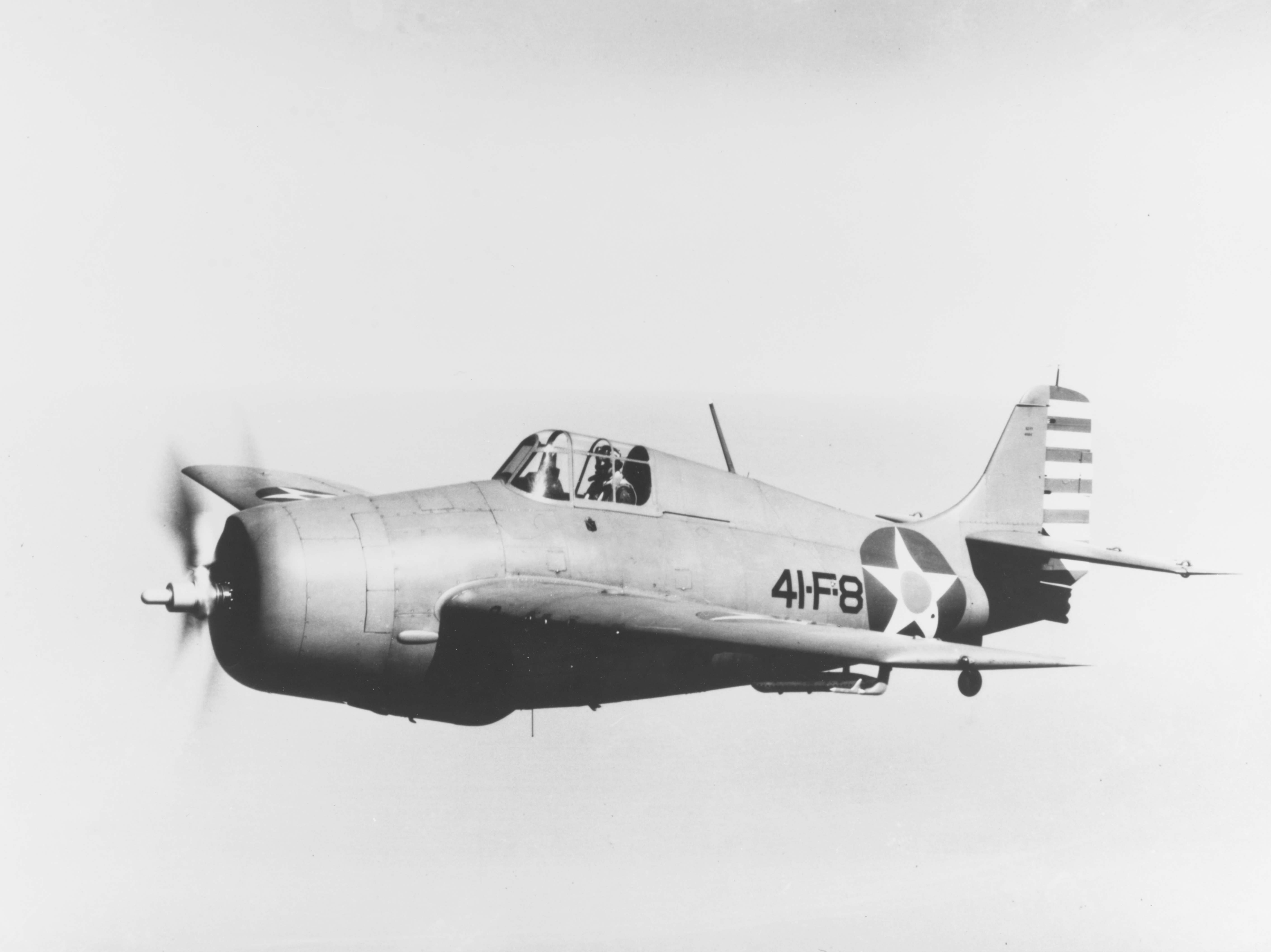
Grumman F4F-4 Wildcat del Escuadrón de combate 41 de la Armada de los Estados Unidos a principios de 1942.

Como el estallido de la guerra en Europa parecía ya inminente, Grumman puso en circulación la versión de exportación denominada G-36A, de la que los gobiernos francés y griego pasaron pedido por 81 y 30 ejemplares, respectivamente. El primer lote tenía como destino la Marina francesa; el primero de estos aviones propulsado por un motor radial Wright R-1820 Cyclone de 1000 cv, efectuó su primer vuelo el 27 de julio de 1940, cuando Francia había depuesto ya sus armas. Sin embargo la Comisión Comercial británica acordó adquirir los aparatos, si bien incrementando el pedido hasta 90 unidades, de las que la primera llegó a Gran Bretaña en julio de 1940 (tras la entrega a Canadá de cinco unidades) y fue denominada Martlet Mk I. La primera unidad equipada con este avión fue el 804.º Squadron del Cuerpo Aéreo de la Flota de la Royal Navy, y fueron precisamente dos aviones de este escuadrón los primeros cazas de construcción norteamericana que derribaron un avión alemán en la II Guerra Mundial, precisamente en diciembre de 1940.
Las siguientes versiones, construidas por Grumman , en servir con la FAA fueron el Martlet Mk II (con motor Twin Wasp y alas plegables), el Martlet Mk III (variante constituida exclusivamente por diez F4F-4A y los G-36A originalmente destinados a Grecia) y el Martlet Mk VI (F4F-4B con motor Wright GR-1820 Cyclone cedidos mediante la Ley de Préstamo y Arriendo .
El primer F4F-3 de la Armada estadounidense voló el 20 de agosto de 1940, y a principios de diciembre este modelo equipaba ya los Squadrons VF-7 y VF-41 de la Armada. Ésta paso un pedido por 95 aparatos de la versión F4F-3A que, propulsados por motores R-1830-90 con sobrecompresor de una etapa, comenzaron a ser entregados en 1941. En mayo de ese año voló por primera vez el prototipo XF4F-4, que incorporaba una serie de mejoras sugeridas por los resultados obtenidos en combate por los Martlet británicos (mejoras como seis ametralladoras, blindaje, depósitos autosellantes o el plegado alar). Las entregas del caza F4F-4 Wildcat de serie, tal como había sido bautizado, comenzaron en noviembre de 1941, de manera que cuando se produjo el ataque a Pearl Harbour , este modelo equipaba algunos escuadrones de la US Navy y del Marine Corps. Las sucesivas hornadas de Wildcat equiparon cada vez mayor número de unidades, especialmente las embarcadas en los portaaviones USS Enterprise (CV-6), USS Hornet (CV-8) y USS Saratoga (CV-3), combatiendo en la batalla del Mar del Coral, batalla de Midway, y en las operaciones de Guadalcanal. El Wildcat estuvo presente en cualquier acción importante en el Pacífico hasta que en 1943 empezó a ser superado por modelos más modernos.
La última variante construida en serie por Grumman fue el F4F-7 de reconocimiento lejano, equipado con una instalación ventral de cámaras , mayor capacidad de combustible y desprovisto de armamento. Solo se produjeron 20 unidades, pero tras ellas Grumman monto cien F4F-3 adicionales y dos prototipos XF4F-8. Ante la urgente necesidad de centrarse en el desarrollo y construcción masiva del más capaz y avanzado caza Grumman F6F Hellcat, Grumman negoció con General Motors la transferencia a ésta de las cadenas del F4F-4 Wildcat, al que su nuevo fabricante designó FM-1. La construcción a cargo de la Eastern Aircraft Division de General Motors comenzó una vez cumplido un contrato del 18 de abril de 1942, y el primer FM-1 de la nueva compañía voló el 31 de agosto de 1942. La producción totalizó 1151 ejemplares, de los que 312 fueron suministrados a Gran Bretaña bajo la denominación Martlet Mk V (posteriormente cambió a Wildcat Mk V)
General Motors simultaneó la producción en serie con el desarrollo de una versión mejorada, denominada FM-2, que, en suma, era la versión de serie de los dos prototipos Grumman XF4F-8. Su novedad principal residía en la instalación de un motor radial Wright R-1820-56 Cyclone de 1350 cv: para compensar el mayor desarrollo de este motor se introdujo una deriva de mayores dimensiones, además de practicarse una amplia reducción del peso estructural de la célula. General Motors produjo un total de 4777 ejemplares del FM-2, de los que 370 fueron servidos a Gran Bretaña, donde fueron denominados Wildcat Mk VI desde un buen principio y pasaron a servir en el Arma Aérea de la Flota.

## Historia operacional

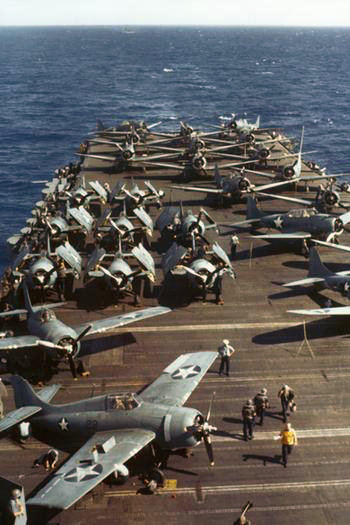
Cazas F4F Wildcat en el portaaviones, 1942.

### Preguerra
Los escuadrones de caza de los portaaviones USS Ranger y USS Wasp recibieron a finales de 1940 los primeros cazas F4F. Entre marzo y mayo de 1941 llegó el nuevo modelo F4F-3A, del cual 65 unidades se entregaron a la Marina y Cuerpo de Marines. El primer F4F-4 salió de la línea de producción en agosto de 1941, aunque no entró en servicio hasta finales de 1941. En el momento del ataque japonés a Pearl Harbor, ocho escuadrones de la Armada y dos del Cuerpo de Marines estaban equipados con un total de 187 F4F-4 y 85 F4F-3A.

### 1941-1945

#### Wildcat vs Zero
El Wildcat fue superado en rendimiento por su oponente japonés, el Mitsubishi A6M (más conocido como Zero), su mayor desafío en las primeras fases de la guerra en el Pacífico, el cual llegó al punto de ser considerado en el ámbito aeronáutico como invencible. No obstante el Wildcat era un robusto, manejable y fiable aparato de la Grumman Aircraft Engineering Corporation que soportaba además un gran castigo de fuego, lo que le permitió hacer frente al Zero con oportunidades.
El motivo fue que para fabricar un caza de las características del Zero, ligero, ágil y maniobrable; el gobierno japonés puso en marcha una serie de especificaciones de fabricación que privaban al Zero de un blindaje seguro, así como una estructura sólida, pero que lo hacían extremadamente ágil y ligero. El precio para ello fue eliminar las protecciones para el piloto y los tanques de combustible autosellante, lo cual provocaba que un disparo bien dirigido de alguna de las Browning del Wildcat pudiera fácilmente incendiar o destrozar las estructuras del aparato.
Con un blindaje relativamente pesado, un único pero potente armamento ligero (sin cañones pero con 6 ametralladoras Browning M2 de 12.7 mm), tanques de combustible autosellantes y protegidos, además de la autonomía ganada por los auxiliares, el F4F tenía más posibilidades de sobrevivir que el ligero y ágil A6M (Zero).

«El Wildcat F4F-3 era un aparato rechoncho y compacto con una personalidad propia. Tenía un aspecto amenazador; me recordaba a mi Bull Terrier, que gruñía un poco incluso cuando pasaba cerca su amo.»
Max Brand

La primera misión de combate de los F4F Wildcat correspondió un escuadrón de doce aviones del VMF-211 llegado a la isla de Wake el 8 de diciembre de 1941. Cuando los japoneses atacaron Wake siete Wildcat fueron destruidos en tierra. Cuatro F4F del Cuerpo de Marines de Estados Unidos jugaron un papel prominente en la defensa de la Isla Wake en diciembre de 1941. Las aeronaves de la Armada estadounidense y el Cuerpo de Marines fueron la defensa primaria durante la batalla del Mar del Coral, y la batalla de Midway, pero un papel aún más importante jugaron las aeronaves asentadas en bases de tierra durante la batalla de Guadalcanal durante 1942 y 43. Fue solo después de estas encarnizadas batallas que aviones nuevos y mejores, los F6F Hellcat y F4U Corsair entraron a la campaña.

#### El teatro europeo
Francia había encargado 91 F4F para la Aeronaval. Con la caída de Francia, el pedido fue a Gran Bretaña, uniéndose a su pedido de 100 G-36 A. En el teatro Europeo, los Wildcat consiguieron su primera victoria en el Día de Navidad de 1940, cuando aviones asentados en tierra de la RAF destruyeron bombarderos alemanes Junkers Ju 88 sobre la base naval de Scapa Flow. Esta fue la primera victoria de un avión de diseño estadounidense en ganar para la Fuerza aérea Británica (RAF) en la Segunda Guerra Mundial. También fueron usados como escoltas de portaaviones pequeños. 6 incursionaron en el mar para escoltar al recién convertido barco mercante HMS Audacity en la mitad de 1941 y derribaron varios aviones de la Luftwaffe FW 200 Condor, bombarderos enviados para atacar a este navío y varios portaaviones. Estos fueron los primeros de muchos F4F que verían combate en navíos.
Gracias a la experiencias británica con el F4F-3 a bordo de sus portaviones Grumman introdujo una serie de mejoras en el avión que incluían alas plegables, seis ametralladoras, mejora del blindaje y tanques de combustible autosellantes. Estas mejoras resultaron en el modelo F4F-4,que con sus nuevas alas plegables hizo posible aumentar el número de aviones que podría llevarse a bordo de los portaaviones.

#### Africa
30 Wildcats destinados a Grecia, en su lugar se entregaron a la Fleet Air Arm . Fueron bautizados Martlet Mk.III y utilizados por los Escuadrones 805 y 806 en el norte de África. Los Marlet Mk.IV británicos se embarcaron en los portaaviones HMS Archer, HMS Illustrious y HMS Formidable operando en Madagascar y el Mediterráneo.
Durante la Operación Torch en el Norte de África, los H75 franceses lucharon contra F4F Wildcat de la Armada estadounidense, perdiendo 15 aviones, mientras que derribaron siete aviones estadounidenses. Los Grumman Martlet Mk.IV de la Royal Navy también participaron en la operación.

#### Atlántico
También fueron usados como escoltas de portaaviones pequeños. Derribaron varios aviones FW 200 Condor y realizaron patrulla antisubmarina.

## Operadores
Bélgica
- Fuerza Aérea Belga: Al menos 10 Martlet Mk I pedidos, nunca entregados, transferidos a la Royal Navy después de la rendición .

 Canadá
- Real Marina Canadiense: El personal de RCN asignado a la Royal Navy HMS  Puncher debía proporcionar a    la RCN experiencia en operaciones de portaaviones. La RCN voló 14 Martlets como parte del Escuadrón 881 (RN) de febrero a julio de 1945.

 Estados Unidos
- Marina de Estados Unidos
- Cuerpo de Marines de los Estados Unidos

 Francia
- Aeronavale: 81 aviones pedidos, nunca entregados, transferidos a la Royal Navy después de la derrota francesa

 Grecia
- Real Fuerza Aérea Helénica: 30 Martlet Mk III ordenados, entregados a Gibraltar, transferidos a la Royal Navy después de la derrota .

 Reino Unido
- Marina Real
- Arma Aérea de la Flota

## Especificaciones técnicas (F4F Wildcat)

### Características generales
- Tripulación: 1
- Carga: 90 kg (198,4 lb) en bombas
- Longitud: 8,76
- Envergadura: 11,58
- Altura: 2,8 m (9,2 ft)
- Superficie alar: 24,15
- Peso vacío: 2610 kg (5752,4 lb)
- Peso máximo al despegue: 3610 kg (7956,4 lb)
- Planta motriz: 1× motor radial doble estrella Pratt & Whitney R1830-86.
  - Potencia: 1223 kW (1686 HP; 1663 CV)
- Hélices: 1× hélice tripala, paso variable y velocidad constante. por motor.

### Rendimiento
- Velocidad máxima operativa (Vno): 518 km/h (322 MPH; 280 kt)
- Alcance: km
- Radio de acción: km
- Alcance en combate: 1240 km (670 nmi; 771 mi)
- Alcance en ferry: km
- Techo de vuelo: 12 000
- Régimen de ascenso: 1950 pies/min

### Armamento
- Ametralladoras: 6× Browning M2 12,7 mm 240 disparos cada una.
- Bombas: 2x 45 kg (2 x 100 libras).